# Jinglou (köpinghuvudort i Kina, Jiangxi Sheng, lat 28,10, long 115,43)
Jinglou är en köpinghuvudort i Kina. Den ligger i provinsen Jiangxi, i den sydöstra delen av landet, omkring 79 kilometer sydväst om provinshuvudstaden Nanchang. Antalet invånare är 22 709. Befolkningen består av 11 027 kvinnor och 11 682 män. Barn under 15 år utgör 20,0 %, vuxna 15-64 år 70 %, och äldre över 65 år 8,0 %.
Runt Jinglou är det tätbefolkat, med 411 invånare per kvadratkilometer. Närmaste större samhälle är Quangang, 17,8 km öster om Jinglou. Trakten runt Jinglou består till största delen av jordbruksmark.
Genomsnittlig årsnederbörd är 2 092 millimeter. Den regnigaste månaden är maj, med i genomsnitt 337 mm nederbörd, och den torraste är oktober, med 32 mm nederbörd.